# Кшижевская, Эва
Эва Кшижевская (пол. Ewa Krzyżewska; 7 февраля 1939 — 27 июля 2003) — польская актриса театра и кино.

## Биография
Эва Кшижевская родилась 7 февраля 1939 года в Варшаве. С раннего детства девочка обладала особым артистизмом и интересом к искусству. Благодаря всему этому, будущая актриса принимала активное участие в самодеятельных концертах и очень любила выступать перед зрителями.
Актёрское образование Эва получила в Государственной высшей театральной школе в Кракове, которую окончила в 1960 году. Также являлась актрисой театра в Варшаве.
В 1973 году Эва завершила свою актёрскую карьеру и уехала сначала в США, а потом в Испанию. Там 30 июля 2003 года 64-летняя Эва скончалась от травм, полученных в результате автокатастрофы, в которую актриса попала за три дня до своей смерти.

## Избранная фильмография
- 1958 — Пепел и алмаз / Popiół i diament — Кристина
- 1960 — Война[англ.] / Рат (Югославия) — Мария
- 1961 — Зузанна и парни / Zuzanna i chłopcy — Зузанна Вишневская
- 1963 — Девушка из банка / Zbrodniarz i panna — Малгожата Маковская
- 1963 — Действительно вчера / Naprawdę wczoraj — Тереза
- 1965 — Образ жизни / Sposób bycia — мать
- 1965 — Колокола для босых / Zvony pre bosých (Чехословакия) — Верона
- 1966 — Фараон / Faraon — Хеброн
- 1966 — Лекарство от любви / Lekarstwo na miłość — Гонората из «Центральной»
- 1966 — Фауст XX века / Faust XX (Румыния) — чертиха Маргарита
- 1966 — Предпраздничный вечер / Wieczór przedświąteczny — любовница Анджея
- 1966 — Ад и небо / Piekło i niebo — дьявол-хранитель
- 1966 — В логове обречённых / Zejście do piekła — Линда, секретарша Адлера
- 1966 — Возвращение на Землю / Powrót na ziemię — Ванда-Ирена
- 1970 — Операция «Брутус» / Akcja Brutus — Анастазия, связная Боруты
- 1970 — Дятел / Dzięcioł — варшавянка
- 1971 — Как далеко отсюда, как близко / Jak daleko stąd, jak blisko — Зося
- 1971 — Объяснение в любви к Г. Т. / Liebeserklärung an G.T. (ГДР) — Гиза Тониус — главная роль
- 1972 — Тайны Анд / Das Geheimnis der Anden (ГДР) — Майя
- 1973 — Ревность и медицина / Zazdrość i medycyna — Ребекка Видмарова

## Признание
- 1962 — награда Французской киноакадемии «Хрустальная звезда» за роль Кристины в фильме «Пепел и алмаз»